# Menemen

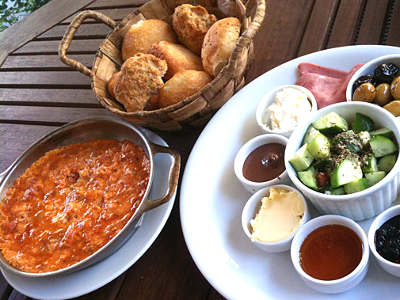
Typisch türkisches Frühstück mit Menemen (links)

Menemen ist eine türkische Eierspeise, die in der Regel zum Frühstück oder an Sommertagen gegessen wird. Menemen enthält üblicherweise Eier, Tomaten, grüne Paprika, Peperoni und Zwiebeln, außerdem Gewürze wie Salz, Pul Biber, schwarzen Pfeffer und Paprikapulver. Zubereitet wird Menemen meistens in kleinen Pfännchen, in denen das Gericht auch serviert wird.

## Zubereitung
Die Zubereitung von Menemen ist sehr variabel und entspricht in etwa der anderer Eierspeisen wie dem deutschen Bauernfrühstück, einem Rührei mit Gemüse oder einem Omelett.
Die Zwiebeln werden in zerlassener Butter oder Olivenöl erhitzt, anschließend werden die Paprika, die Peperoni und die kleingehackten Tomaten hinzugefügt. Sobald die Tomaten weich sind, gibt man pro Portion ein oder zwei Eier hinzu. Die Eier werden verrührt und sollten vollständig gar gestockt werden, dürfen aber nicht austrocknen.
Übliche Ergänzungen sind Käse, vor allem Salzlakenkäse (beyaz peynir), und Wurst, beispielsweise die türkische Knoblauchwurst Sucuk. Zu Menemen wird meistens Weißbrot gereicht.

## Namensgebung
Das Gericht wurde nach der türkischen Stadt Menemen nahe Izmir benannt.

## Belege
1. ↑  Yükel Pazarkaya: 1001 Spezialitäten. In: Hubert Knich: Türkisch kochen. Weltbild; Augsburg 2005; S. 17; ISBN 3-8289-1158-7.